# 肉芽腫併多發性血管炎
肉芽腫併多發性血管炎（Granulomatosis with polyangiitis，縮寫GPA），舊稱韋格納肉芽腫（英語：Wegener's granulomatosis，縮寫為 ），又譯作華格納氏肉芽腫，是一種自體免疫疾病，發生原因不明，特徵為惡性的血管炎，主要侵犯上、下呼吸道及腎臟，會影響鼻子、肺、腎臟以及其他器官。

## 症狀
韋格納肉芽腫初起時的症狀為，發生鼻黏膜和肺組織的局灶性肉芽腫性炎症。之後形成血管炎，最終出現彌漫性壞死性肉芽腫性炎症。

## 外部連結
- 韋格納肉芽腫
- Classification criteria （页面存档备份，存于） by the American College of Rheumatology
- Largest Wegener's Granulomatosis/GPA （页面存档备份，存于） patient support group